# الشغدري (خيران المحرق)

تعديل مصدري - تعديل

الشغدري هي إحدى قرى عزلة الدانعى بمديرية خيران المحرق التابعة لمحافظة حجة، بلغ تعداد سكانها 147 نسمة حسب تعداد اليمن لعام 2004.